# Polystyliphora cannoni
Polystyliphora cannoni är en plattmaskart som beskrevs av Curini-Galletti 1998. Polystyliphora cannoni ingår i släktet Polystyliphora och familjen Polystyliphoridae. Inga underarter finns listade i Catalogue of Life.